# Гольцев, Анатолий Николаевич
Анатолий Николаевич Гольцев (род. 11 октября 1943) — советский и украинский криобиолог. Родился в с. Трубетчино Трубетчинского района Липецкой области, доктор медицинских наук. Профессор. Действительный член НАН Украины (2009).
Директор Института проблем криобиологии и криомедицины НАН Украины (Харьков).
Членом-корреспондентом НАН Украины Анатолий Николаевич был избран 16 мая 2003 года. С 2009 — академик НАН Украины.
С 2011 г. и до сих пор является директором Госпредприятия «Межведомственный научный центр криобиологии и криомедицины» НАН, АМН и МОЗ Украины.

## Премии
- 19 декабря 1992 года — Государственная премия Украины в области науки и техники за цикл работ «Создание научных основ и методов криоконсервирования клеточных суспензий и их применение в медицине» (вместе с группой ученых, среди которых Владимир Луговой, Виктор Моисеев, Аполлон Белоус, Алексей Воротилин, Галина Лобинцева, Георгий Когут, Семен Лаврик)[1].
- 2008 год — награда НАН Украины «За научные достижения»
- 2012 год — Лауреат премии «Лучший изобретатель НАН Украины»

## Ссылка
- Член-корреспондент НАН Украины Гольцев Анатолий Николаевич